# Mallinckrodt-Gymnasium Dortmund
Das Mallinckrodt-Gymnasium Dortmund ist ein privates Gymnasium in Dortmund in Trägerschaft des Erzbistums Paderborn. Es ist nach seiner Gründerin Pauline von Mallinckrodt benannt.

## Geschichte
1851 gegründet, wurde die Schule von den Schwestern der Christlichen Liebe bis 1978 geführt und dann vom Erzbistum Paderborn übernommen. Im Jahre 1986 wurde ein neues Schulgebäude am Südrandweg errichtet und die Koedukation eingeführt. Davor war es eine reine Mädchenschule. Die angegliederte Dreifachsporthalle wurde im Februar 1991 von Generalvikar Bruno Kresing eingeweiht. Im Jahr 1994 bestand die letzte reine Mädchenstufe ihr Abitur. Seit September 2011 verfügt das Mallinckrodt-Gymnasium über eine schuleigene Mensa.
Der 1983 gegründete Förderverein hat 600 Mitglieder.
Im Rahmen des Deutschen Evangelischen Kirchentages 2019 in Dortmund wurden in der Schule Workshops, u. a. zu Wikipedia, durchgeführt.

## Schulprogramm
- Als Fremdsprachen werden Englisch, Französisch, Latein und Spanisch angeboten.
- Es existieren verschiedene Betreuungsangebote, wie z. B. die Nachhilfekartei, sowie zahlreiche Arbeitsgruppen.[2]
- einmal im Jahr findet ein Projektag statt, meist zum Thema Rassismus o. ä.
- einmal im Jahr findet ein Sportfest statt, mit unterschiedlichen Spielen für die Jahrgangsstufen 5–7 in Hacheney oder Hombruch, und mit Völkerball, Fußball und Badminton für die Jahrgangsstufen 8–10 in der Sporthalle der Schule
- Regelmäßig wird an Schüleraustauschen durch ERASMUS(+)-Projekte teilgenommen

## Bekannte Schüler
- Barbara Havliza (* 1958), Abitur 1976, Juristin
- Agnieszka Brugger (* 1985), Abitur 2004, Politikerin
- Igor Kurganov (* 1988), Abitur 2007, professioneller Pokerspieler